# Ätstörningar
Ätstörningar är ett samlingsnamn på psykiska störningar som visar sig genom skadliga beteendemönster vad gäller ätande.
Den amerikanska diagnosmanualen DSM-IV omfattar ätstörningsdiagnoserna anorexia nervosa och bulimia nervosa. Övriga patienter med uppenbara ätstörningar kan få diagnosen Ätstörning utan närmare specifikation (ibland förkortat "ÄS UNS"). Världshälsoorganisationens (WHO) diagnosmanual ICD-10 tar dessutom upp atypisk anorexia och bulimia nervosa, överdrivet ätande (hetsätningsstörning) och kräkningar som beror på andra psykiska störningar. Överdrivet intresse i hälsosam livsstil, ortorexi kan även räknas till ätstörningar.
Beroende på variant och allvarlighetsgrad, är ätstörningarna mer eller mindre akut livshotande. De påverkar den drabbades psykiska och fysiska hälsa. Samtliga ätstörningar får systemiska konsekvenser, vare sig de utgörs av överätning eller svält.

## Prevalens
Tonårsflickor och unga kvinnor är de som oftast drabbas av ätstörningar, men ungefär 1 av 10 är av manligt kön, och ätstörningar förekommer i alla åldersgrupper. Nya studier indikerar att förekomsten kan vara dubbelt så stor som man trott innan hos vuxna män, alltså upp mot 20 procent.
År 2019 uppskattades att 190 000 personer i Sverige mellan 15 och 60 led av ätstörning (147 000 kvinnor och 43 000 män). Av dem är det uppskattningsvis nästan 60 000 som inte sökt hjälp hos vården. Om man inkluderar andra former av ätstörningar (ätstörningar UNS) blir siffran betydligt högre. Vid varje tidpunkt rapporterar 10 % av kvinnor i övre tonåren eller vuxen ålder symtom på någon form av ätstörning.
Ätstörningar kan drabba alla oavsett kön, ålder, etniskt ursprung, kroppsform, vikt, sexuell läggning och socioekonomisk status.

## Riskfaktorer, orsaker och varianter
Vid studiet av riskfaktorer och orsaker till ätstörningar brukar forskare antingen anlägga en individuell synvinkel, som ser problemet som bottnande i personen själv, eller en psykosocial synvinkel, som ser sjukdomsutbrott som en reaktion på den yttre miljön. Under 1970-talet trodde man att orsakerna till ätstörningar fanns i familjemiljön. Denna föreställning ställde till med stor skada. Många föräldrar har känt skuld helt i onödan. Senare forskning har visat att familjer där någon har ätstörning inte är så speciella trots allt. Man ser liknande slitningar som i familjer där ett barn lider av diabetes typ 1, det är alltså sjukdomen i sig som orsakar påfrestningar på hela familjen. På senare år har man allt mer börjat se det hela som en interaktion mellan genetisk sårbarhet och miljöfaktorer.
Oavsett vilken ätstörning det är fråga om, tycks insjuknande följa efter livsstress, såsom att föräldrar skiljer sig, eller död av närstående. Ångest och neuroticism är kopplat till riskökning för ätstörning.  Ätstörningar tycks också föregås av att ha varit utsatt för sexuella trauman under barndomen eller våldtäkt. Bland personer som börjar banta drabbas en marginellt liten andel av ätstörningar inom två år, men dessa kan vanligen redan innan bantningen sägas avvika i förhållande till de övriga vad beträffar inställningen till ätande. Svenska forskare anser å andra sidan att bantning är den viktigaste riskfaktorn för ätstörning. Det finns en genetisk komponent bakom ätstörningar, vilket bland annat vetenskapliga tvillingstudier belagt. Ätstörningar återfinns vanligen också hos syskon och föräldrar. En populär hypotes är att media förmedlar ett kroppsideal, och att detta skulle bidra till sjukdomsutbrott hos någon som annars skulle varit fri från det. Det finns inga belägg för den hypotesen, som också emotsägs av det faktum att bara en liten andel personer drabbas av ätstörning fastän alla konfronteras med medias kroppsideal., vilket antyder att det även behövs en sårbarhet och således inte är den enda enskilda faktorn. Viktstigma och viktmobbning kan öka risken för ätstörda beteenden.
Ätstörningar föregås av vissa kroppsrelaterade beteenden, såväl det första insjuknandet som återfall. Dessa triggas igång av en störd kroppsuppfattning, vilket är vad som vidmakthåller sjukdomen. Beteendena innefattar att studera sin kropp (mäta måtten, väga sig, spegla sig, fotografera sig), undvika att exponera eller se sin kropp (täcka över speglar, bära stora kläder, bada med kläderna på), att jämföra sig med andra, och att framhäva sin kropp (med tajta kläder, utmanande eller avslöjande kläder). Beteendena företas i syfte att de skulle vara ångestdämpande, eller kanske mera troligt som ett utslag av frisk eller störd narcissism eller depression. De flesta som bantar ger upp efter en period och återgår till sina gamla matvanor. Men en del reagerar med ökat ätande efter bantningsperioden, vilket i sin tur kan trigga igång en ny period med bantning. Personen riskerar fastna i ett mönster av pendlande mellan bantning och överätning.
Övriga riskfaktorer innefattar att vara ung, att vara kvinna, samt att lida av annan psykisk ohälsa. Det finns ett samband mellan ätstörningar och depression, ångeststörningar, tvångssyndrom, borderline personlighetsstörning histrionisk och andra personlighetsstörningar, substansmissbruk, och ungefär hälften lider av dysmorfofobi (inbillad fulhet). Många med ätstörningar har tidigare lidit av barnfetma, samt ätstörningar eller mag- och tarmsjukdomar under barndomen. Det är vanligt att ätstörningar hänger samman med dålig igenkänning av kroppens signaler (interoception). Det är vanligt med låg självkänsla, samt att delta i konstnärliga eller idrottsliga aktiviteter där kroppsvikten har betydelse, såsom dans eller gymnastik. En betydande andel av dem med träningsnarkomani lider av ätstörningar, fall då det kan vara svårt att avgöra vad som är primärt och vad som är en följd av det andra. Det finns ett mycket starkt samband mellan att ha ätstörningar och att lida av självskadebeteende. Det finns en förhöjd risk för självmord. Personer med en variant av ätstörning kan byta variant, och t.ex. efter kritik från föräldrar övergå från anorexia till bulimia nervosa.
Det finns en trend att börja se biologiska orsaker bakom ätstörningar. Dit hör de genetiska orsakerna, men också neurobiologiska, såsom förändrad serotoninaktivitet i hjärnan, eller förändrad ghrelinaktivitet. Under vissa perioder under puberteten är ungdomar mer känsliga än annars för ätstörningar, eftersom BMI och kroppsformen förändras i och med detta. Möjligen är flickor med tidig menarche (för tidig pubertet) mer drabbade än andra. Ätstörningar har också studerats i ljuset av att de skulle vara kulturspecifika psykiska störningar.
Personer som drabbas av ätstörningar är vanligen flickor i tonåren, bortsett från hetsätningsstörning som oftare drabbar vuxna. Det finns emellertid ett ökande antal yngre män med störd kroppsuppfattning och ätstörningar. Dessa män lider ofta dessutom av depressioner, de brukar prestationshöjande substanser, och tror sig ha mindre muskelmassa än de egentligen har (muskeldysmorfi). Liksom för kvinnor har män med ätstörningar avsevärt mycket större psykiatrisk problematik än dem utan ätstörning. Muskeldysmorfi föreslås bli en ny diagnos inom ätstörningarna, men räknas ofta som anorexia nervosa. Män med muskeldysmorfi kan trots sin självbild ofta utveckla en mycket avsevärd muskelmassa genom bodybuilding, men undviker liksom kvinnor eller män med anorexia ofta att exponera kroppen offentligt. Män drabbas oftare än kvinnor av hetsätningsstörning.

## Följder
Ätstörningar kan vara mycket farliga eftersom de påtagligt påverkar patientens fysiska hälsa, särskilt vid anorexia nervosa och bulimia nervosa där kroppen knappt får i sig någon essentiell näring alls. I värsta fall kan dödsfall inträffa som följd av ätstörningar, även om patientens kroppsvikt inte är uttalat låg.
Lidandet hos de drabbade är stort, och sjukdomen är ofta starkt förknippad med skam. Även en normalviktig person kan lida av en ätstörning, även om media oftast fokuserar på de lägsta siffrorna och måtten. Ju snabbare man skaffar hjälp, desto mindre grepp har sjukdomen hunnit få.
Ätstörningar leder till flera andra störningar, dels eftersom födan är central för hälsan, dels för att kroppen försöker anpassa sig till näringsstatusen. Ätstörningar kan därför märkas i funktionen på hormonkörtlar som sköldkörteln, på mag- och tarmkanalen, på nivåerna tillväxthormon, på reproduktiva systemet, bentätheten, kortisolnivåer och aptitreglering. Testosteronnivåerna sjunker av anorexia men inte bulemia nervosa, men östrogennivåerna sjunker och DHEA ökar.

## Några specifika ätstörningar
- Anorexia nervosa
- Bulimia nervosa
- Ortorexia nervosa är ingen ätstörningsdiagnos, utan föreslogs av Steven Bratman för att beskriva personer med en överdriven fixering på att äta hälsosamt.
- Hetsätningsstörning
- Undvikande/restriktiv ätstörning